# Cueva de la Olla
A Cueva de la Olla (nevének jelentése: a fazék barlangja) egy barlang Mexikó Chihuahua államában. Különlegessége, hogy benne több mint ezeréves, a Mogollón és a paquiméi kultúrához tartozó régészeti leleteket találtak, köztük a barlang névadóját, egy nagy méretű, agyagfazékhoz hasonlító ősi cuexcomate-szerű terménytárolót.

## Elhelyezkedése
A barlang Mexikó északi, Chihuahua állam nyugati részén, a Nyugati-Sierra Madre hegyei között helyezkedik el Casas Grandes várostól 67 kilométerre, innen Ejido Ignacio Zaragoza falu felé kell haladva lehet elérni. Az út nagyrészt földút, a település előtt egy hídon is átvezet. Ejido Ignacio Zaragozából dél–délnyugati irányban haladva néhány kilométer után található Rancho Casa Blanca, ahonnan a barlanghoz az utolsó szakaszt már csak gyalog lehet megtenni.

## Turizmus
A barlang keddtől vasárnapig látogatható 9 és 17 óra között. Mivel az ide vezető út városi autóval nehezen járható, ezért ajánlott a terepjáró használata, illetve az is, hogy a látogató elegendő élelmiszert hozzon magával, mert a környéken nincs vásárlási lehetőség. A barlang közelében kempingezésre van lehetőség, ez pénzbe kerül, de a barlang megtekintése ingyenes.

## Régészeti leletek
Az északról délre vándorló nomád népek folyamatosan telepedtek meg a Nyugati-Sierra Madre hegyei között, főként a folyóvölgyekben, így, még a Paquimé virágzása előtti korszakban, a Cueva de la Ollában is. Jellegzetes vályogépületeket emeltek a barlangban T alakú ajtókkal, és annak bizonyítékaképpen, hogy növénytermesztéssel is foglalkoztak és közösségben éltek, egy hatalmas terménytárolót is, ahol kukoricát és tököt tároltak a téli hónapokra. A település, ahol legalább 30-an élhettek, fénykorát 1075 és 1150 között élte. Az építmények mellett kerámiatöredékeket is találtak a barlangban: több egyszerűbb díszítésű, Mogollón-kultúrához tartozót és kevesebb gazdagabban díszítettebbet, amelyek a paquiméi kultúra nyomait hordozzák magukon.